# Jimmy Berg
Jimmy Berg   (Kolomia, 23 d'octubre de 1909 - Nova York, 4 d'abril de 1988) va ser un periodista, compositor, llibretista, editor de ràdio i editor musical austro-americà. També va treballar amb els pseudònims Jimmy Weinberg, Helmut Raabe i Otto Forst-Berg.

## Biografia
Simson Weinberg era fill del comptable Samuel Weinberg. La seva mare provenia de la família de músics Starer, i el compositor Robert Starer era cosí. Weinberg va créixer entre Wiener Neustadt i Viena i va treballar com a reporter local i esportiu al "Wiener Montagblatt". Va aprendre música del director de l'Associació de Cant Obrer de Viena Erwin Marcus. Des de 1927 va treballar com a lletrista i actor en cinc programes del "Cabaret polític-jueu" d'Oscar Teller.
L'any 1931 va anar a Berlín com a periodista i va escriure reportatges d'èxit alemanys per als newyorkesos "Marks Music" i "Irving Berlin Inc". Després de l'arribada al poder dels nacionalsocialistes a Alemanya, va tornar a Viena el 1933, on va treballar com a director musical i compositor de casa dels cabarets "ABC" i "Regenbogen" i també va compondre per a Jura Soyfer. Va compondre música de ball, èxits i cançons. Berg va fundar "Ibis Musikverlag". Després de l'annexió d'Àustria el 1938, va fugir a Anglaterra i d'allà als EUA.
Jimmy Berg va tenir un cert èxit inicial a Nova York amb les seves composicions i les seves actuacions, almenys en els cercles emigrants. El 1939 amb la revista "From Vienna", el 1940 al cabaret polític "Die Arche" de Teller. També va escriure crítiques de teatre per al diari d'emigrants Aufbau. Però no hi va haver cap avenç en el negoci de l'entreteniment nord-americà. El 1942 es va casar amb l'actriu Trude Hammerschlag, que també havia emigrat. Per guanyar-se la vida, va treballar com a treballador de magatzem i a l'oficina d'una fàbrica de quitrà.
Berg finalment va abandonar la seva feina com a compositor, autor i intèrpret independent i va treballar des de 1947 fins a 1974 com a editor de difusió per a Voice of America i allà com a cap de l'"escriptori austríac".